# Miss Vaca
Miss Vaca es un certamen organizado anualmente por el programa Luar de la Televisión de Galicia. Tiene como objetivo determinar cuál es la vaca más hermosa de Galicia. La primera edición de este concurso tuvo lugar en 2006. Además, se entregan otros galardones: «Miss Poderosa», «Miss Aloumiños» (miss elogio), «Miss Donaire» y «Miss Ollos Bonitos» (Miss Ojos Bonitos).

## Formato del concurso
El certamen consta de dos fases. En la primera, se abre un periodo para que los dueños de las vacas puedan postular a alguna de sus reses como «Miss Vaca» de su provincia. Después, el programa designa a un jurado que selecciona una representante de cada una de las provincias de Galicia (La Coruña, Lugo, Orense y Pontevedra). Posteriormente, en uno de los programas de Luar, las cuatro vacas finalistas son presentadas al público y son sometidas a una votación entre los televidentes. La ganadora de esta votación es nombrada «Miss Vaca Galicia», y por tanto, la vaca más hermosa de Galicia de ese año.

## Resultados de los certámenes

### Resultados históricos
El resultado de los certámenes, año a año, fueron los siguientes. Las vacas ganadoras aparecen en negrita.

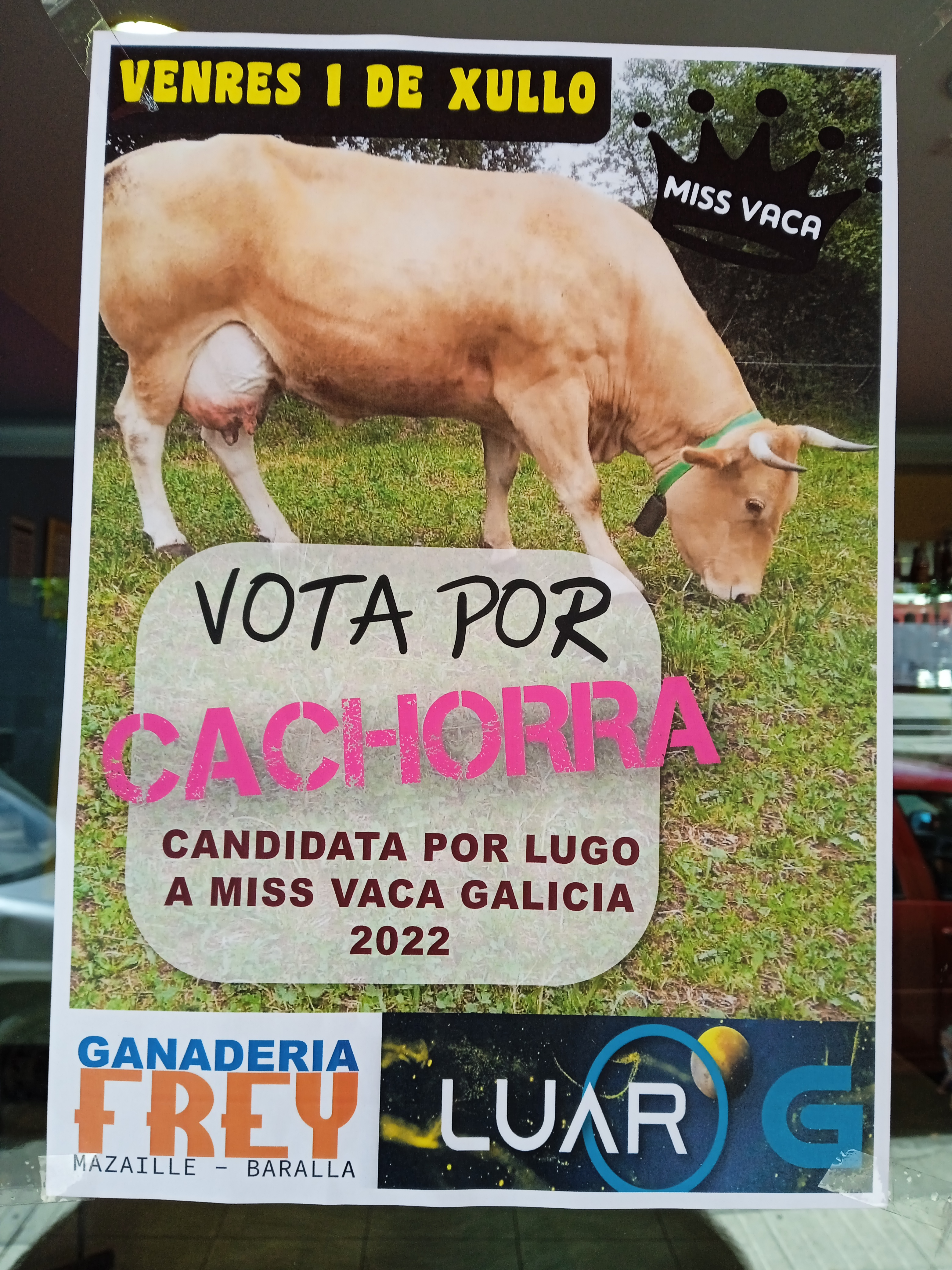
Cartel en Baralla

|      | La Coruña | Lugo     | Orense   | Pontevedra |
| ---- | --------- | -------- | -------- | ---------- |
| 2006 | Rubia     | Luna     | Miranda  | Marela     |
| 2007 |           | Bonita   |          |            |
| 2008 |           | Preciosa |          |            |
| 2009 |           | Pantoja  |          |            |
| 2010 |           | Cuca     |          |            |
| 2011 |           | Linda    |          |            |
| 2013 | Galleira  | Lucera   | Roxa     | Xata       |
| 2016 | Turi      | Toura    | Nogueira | Rubia      |
| 2017 | Preciosa  | Linda    | Muñeca   | Corneta    |
| 2018 | Gallarda  | Macarena | Princesa | Cuca       |
| 2019 | Pancha    | Pastora  | Gallarda | Clara      |
| 2020 | Pastora   | Mariposa | Bonita   | Cereixa    |
| 2021 | Pucha     | Teixa    | Nogueira | Varela     |
| 2022 | Linda     | Cachorra | Lucera   | Rubia      |
| 2023 | Blanca    | Duquesa  | Marela   | Rubia      |
| 2024 | Cuca      | Navarra  | Gallarda | Parrula    |
| 2025 | Redonda   | Linda    | Gallega  | Boneca     |

### Palmarés
| Puesto | Provincia  | Títulos |
| ------ | ---------- | ------- |
| 1.º    | Lugo       | 12      |
| 2.º    | La Coruña  | 2       |
| 2.º    | Pontevedra | 2       |
| 4.º    | Orense     | 1       |

### Otros galardones
Además del gran premio se entregan otros galardones: «Miss Poderosa», «Miss Aloumiños» (miss elogio), «Miss Donaire» y «Miss Ollos Bonitos» (Miss Ojos Bonitos).
|      | Miss Poderosa        | Miss Aloumiños       | Miss Donaire         | Miss Lindos Ollos    |
| ---- | -------------------- | -------------------- | -------------------- | -------------------- |
| 2013 | Galleira (La Coruña) | Roxa (Orense)        | Lucera (Lugo)        | Xata (Pontevedra)    |
| 2016 | Toura (Lugo)         | Turi (La Coruña)     | Nogueira (Orense)    | Rubia (Pontevedra)   |
| 2017 | Linda (Lugo)         | Corneta (Pontevedra) | Preciosa (La Coruña) | Muñeca (Orense)      |
| 2018 | Gallarda (La Coruña) | Princesa (Orense)    | Macarena(Lugo)       | Cuca (Pontevedra)    |
| 2019 | Pancha (La Coruña)   | Clara (Pontevedra)   | Gallarda (Orense)    | Pastora (Lugo)       |
| 2020 | Pastora (La Coruña)  | Bonita (Orense)      | Cereixa (Pontevedra) | Mariposa (Lugo)      |
| 2021 | Teixa (Lugo)         | Pucha (La Coruña)    | Nogueira (Orense)    | Varela (Pontevedra)  |
| 2022 | Rubia (Pontevedra)   | Cachorra (Lugo)      | Linda (La Coruña)    | Lucera (Orense)      |
| 2023 | Blanca (La Coruña)   | Marela (Orense)      | Duquesa (Lugo)       | Rubia (Pontevedra)   |
| 2024 | Cuca (La Coruña)     | Navarra (Lugo)       | Gallarda (Orense)    | Parrula (Pontevedra) |

|            | Miss Poderosa | Miss Aloumiños | Miss Donaire | Miss Lindos Ollos |
| ---------- | ------------- | -------------- | ------------ | ----------------- |
| La Coruña  | 6             | 2              | 2            | 0                 |
| Lugo       | 3             | 2              | 3            | 2                 |
| Orense     | 0             | 4              | 4            | 2                 |
| Pontevedra | 1             | 2              | 1            | 6                 |

Cabe resaltar que ninguna «Miss Donaire» ha ganado «Miss Vaca». Además, la ganadora de «Miss Poderosa» es, históricamente hablando, la vaca más probable de ser nombrada «Miss Vaca».
|                   | Miss Vaca |
| ----------------- | --------- |
| Miss Poderosa     | 6         |
| Miss Aloumiños    | 2         |
| Miss Donaire      | 0         |
| Miss Lindos Ollos | 2         |